# Вітторе Пізані
Вітторе Пізані (італ. Vittore Pisani; 23 лютого 1899, Рим — 22 грудня 1990, Комо) — італійський лінгвіст, індоєвропеїст.

## Біографія
Самостійно вивчав давньогрецьку мову і мовознавство. В 1916 році вступив на філологічний факультет римського університету Ла Сапієнца за фахом «Класична філологія», а в 1921 році закінчив його, захистивши диплом на тему Єлена Евріпіда. Після закінчення університету самостійно вивчав санскрит, а в 1923 році, за порадою друга-санскритолога, купив в антикварному магазині в Римі екземпляр Vergleichende Grammatik засновника індоєвропеїстики Франца Боппа.
З 1930 році Пізані став викладачем мовознавства, а в 1933 році — позаштатним викладачем порівняльної історії класичних мов у Флорентійському університеті, в 1935 році — екстраординарним викладачем в Кальярі і, нарешті, з 1938 по 1964 рік — ординарним в Міланському університеті; з 1939 року — членом-кореспондентом Ломбардского інституту наук і літератури, дійсним членом в 1952 році. У 1946 році заснував журнал Paideia, а в наступному році — «Міланське лінгвістичне товариство». У 1969 році став членом-кореспондентом Національної академії деї Лінчеї. Брав участь в написанні статей з лінгвістики для Італійської енциклопедії. У 1985 році він був удостоєний премії Фельтрінеллі за філологічні та лінгвістичні заслуги.